# 港区立お台場学園
港区立お台場学園（みなとくりつ おだいばがくえん）は、東京都港区台場にある小中一貫教育校の公立小学校および公立中学校である。

## 概要
港区立お台場学園は1991年（平成3年）5月、東京都の臨海副都心の開発計画に伴って計画され、臨海副都心の台場地区の住民5,500人（1,800戸）に対応するために作られた学校である。1992年（平成4年）10月、港区教育委員会において、「台場地区教育施設整備構想」が策定され、施設建設に係わる検討委員会が設置された。1996年（平成8年）4月1日、幼稚園・小学校・中学校併設・併置型の学校施設が開校した。
2010年（平成22年）4月1日、港区では初の小中一貫教育校として、小・中学校の組織を統合した。

## 沿革
港区立港陽中学校は当項目を参照。
- 1992年（平成4年）
  - 11月 - 台場地区の教育施設整備構想を策定、小学校12学級で整備する。
  - 12月 - 台場地区の小学校校舎などの建設に係わる検討委員会の設置。
  - 12月 - 1994年（平成6年）3月 - 基本設計、実施設計を依託。
- 1994年（平成6年）6月 - 1996年（平成8年）3月 - 校舎などの着工。
- 1995年（平成7年）9月 - 1996年（平成8年）5月 - 校庭、外溝などの整備工事着工。
- 1996年（平成8年）
  - 4月1日 - 港区立港陽小学校として開校。
  - 10月5日 - 校舎の落成式挙行。
- 2006年（平成18年）11月15日 -「お台場の自然環境を活かした環境教育活動」国土交通省大臣表彰「手づくり郷土賞」（地域活動部門）受賞[2]。
- 2007年（平成19年）7月13日 - 読売教育賞最優秀賞 学校づくり部門、経済産業省依託エネルギー教育実践校 発表。
- 2008年（平成20年）7月21日 - 国土交通省 関東地方整備局長表彰「港湾等の美化活動功労賞」受賞。
- 2009年（平成21年）4月28日 - 環境大臣表彰「自然環境功労者表彰（自然ふれあい部門）」受章。
- 2010年（平成22年）4月1日 - 港区立港陽小学校、港区立港陽中学校の組織を統合し、港区立小中一貫教育校お台場学園を開校[3]。

## 教育方針
教育目標
「自ら考え、自ら学ぶ人」「心豊かで思いやりのある人」「心身ともに健やかな人」
小中一貫教育の目的と実施内容
目的
小中学校の学習内容の接続を重視した新しい学習カリキュラムと一貫した指導により、柔軟で効果的な教育を行い、子どもたちに新たな教育と地域に根ざした魅力ある学校を提供する。
実施内容
小中一貫学習カリキュラム「ODAIBAプラン」・一部教科担任制の導入
校歌
お台場学園歌（作詞：金沢智恵子、作曲：橋本祥路）
港区立港陽小学校校歌（作詞：鶴岡千代子、作曲：橋本祥路）
港区立港陽中学校校歌（作詞：鶴岡千代子、作曲：橋本祥路）
校章
小学校の児童数と教員数
| 年度     | 児童総数 | 1年生 | 2年生 | 3年生 | 4年生 | 5年生 | 6年生 | 教員数 | 職員数 |
| -------- | -------- | ----- | ----- | ----- | ----- | ----- | ----- | ------ | ------ |
| 平成27年 | 406人    | 100人 | 104人 | 63人  | 51人  | 54人  | 34人  | 20人   | 8人    |
| 平成28年 | 327人    | 47人  | 63人  | 61人  | 51人  | 45人  | 60人  | 19人   | 14人   |
| 平成29年 | 326人    | 64人  | 45人  | 65人  | 56人  | 53人  | 43人  | 18人   | 14人   |
| 平成30年 | 340人    | 60人  | 63人  | 48人  | 65人  | 51人  | 53人  | 19人   | 15人   |
| 令和元年 | 354人    | 65人  | 59人  | 63人  | 50人  | 64人  | 53人  | 20人   | 8人    |
| 令和2年  | 367人    | 65人  | 70人  | 55人  | 67人  | 48人  | 62人  | 24人   | 8人    |
| 令和3年  | 351人    | 57人  | 64人  | 64人  | 54人  | 64人  | 48人  | 25人   | 8人    |
| 令和4年  | 366人    | 60人  | 62人  | 60人  | 64人  | 55人  | 65人  | 24人   | 8人    |
| 令和5年  | 351人    | 47人  | 56人  | 64人  | 61人  | 66人  | 57人  | 27人   | 6人    |

中学校の生徒数と教員数
| 年度     | 生徒総数 | 1年生 | 2年生 | 3年生 | 教員数 | 職員数 |
| -------- | -------- | ----- | ----- | ----- | ------ | ------ |
| 平成27年 | 112人    | 60人  | 30人  | 22人  | 15人   | 1人    |
| 平成28年 | 75人     | 28人  | 20人  | 27人  | 13人   | 1人    |
| 平成29年 | 77人     | 29人  | 28人  | 20人  | 13人   | 1人    |
| 平成30年 | 68人     | 10人  | 29人  | 29人  | 11人   | 1人    |
| 令和元年 | 57人     | 17人  | 11人  | 29人  | 12人   | 1人    |
| 令和2年  | 45人     | 14人  | 18人  | 13人  | 12人   | 1人    |
| 令和3年  | 74人     | 40人  | 14人  | 20人  | 14人   | 1人    |
| 令和4年  | 86人     | 25人  | 43人  | 18人  | 14人   | 1人    |
| 令和5年  | 108人    | 39人  | 27人  | 42人  | 14人   | 1人    |

## 通学区域
小・中学校の住所別通学区域（平成27年4月1日から適用）
| 台場一丁目 | 台場二丁目 |
| ---------- | ---------- |
| 全域       | 全域       |

## 幼稚園
お台場学園には、港区立にじのはし幼稚園が併設されている。

## 交通
鉄道
- 新交通ゆりかもめ - お台場海浜公園駅より徒歩7分。
- りんかい線 - 東京テレポート駅より徒歩12分。

路線バス
- 都営バス - 海01系統「お台場海浜公園駅前」より徒歩12分。
- kmモビリティサービス - お台場レインボーバス「お台場学園前」より徒歩1分。

## ギャラリー
- 正面入口を見る（2016年1月撮影）
- 北西側から見る（2016年1月撮影）